# Condado de Clearwater (Alberta)
El condado de Clearwater es un distrito municipal canadiense situado en la provincia de Alberta.

## Superficie
Clearwater tiene una superficie de 18 605,71 km².

## Demografía
En 2021, tenía 11 865 habitantes, una densidad poblacional de 0,6 hab./km², y 5605 viviendas.